# Palazzo Alidosio Conti
Palazzo Alidosio Conti è un edificio della seconda metà XV secolo di Vicenza, situato circa a metà del prospetto meridionale del corso Palladio, ai nn. 102-104, contiguo sul lato ovest a Palazzo Trissino Baston, del quale prolunga il portico. Si tratta di uno dei primi palazzi rinascimentali edificati a Vicenza.

## Descrizione
La struttura dell'edificio e la tipologia delle modanature suggeriscono la sua costruzione nel tardo Quattrocento, nell'ambiente influenzato da Lorenzo da Bologna. 
Agli inizi del XVI secolo il palazzo passò dagli Alidosi ai Conti. Il primo e il secondo piano sono ora occupati da uffici comunali, collegati all'interno con palazzo Trissino.
Un tempo la facciata esterna era completamente affrescata. Il palazzo fu completamente rimaneggiato nel 1926.

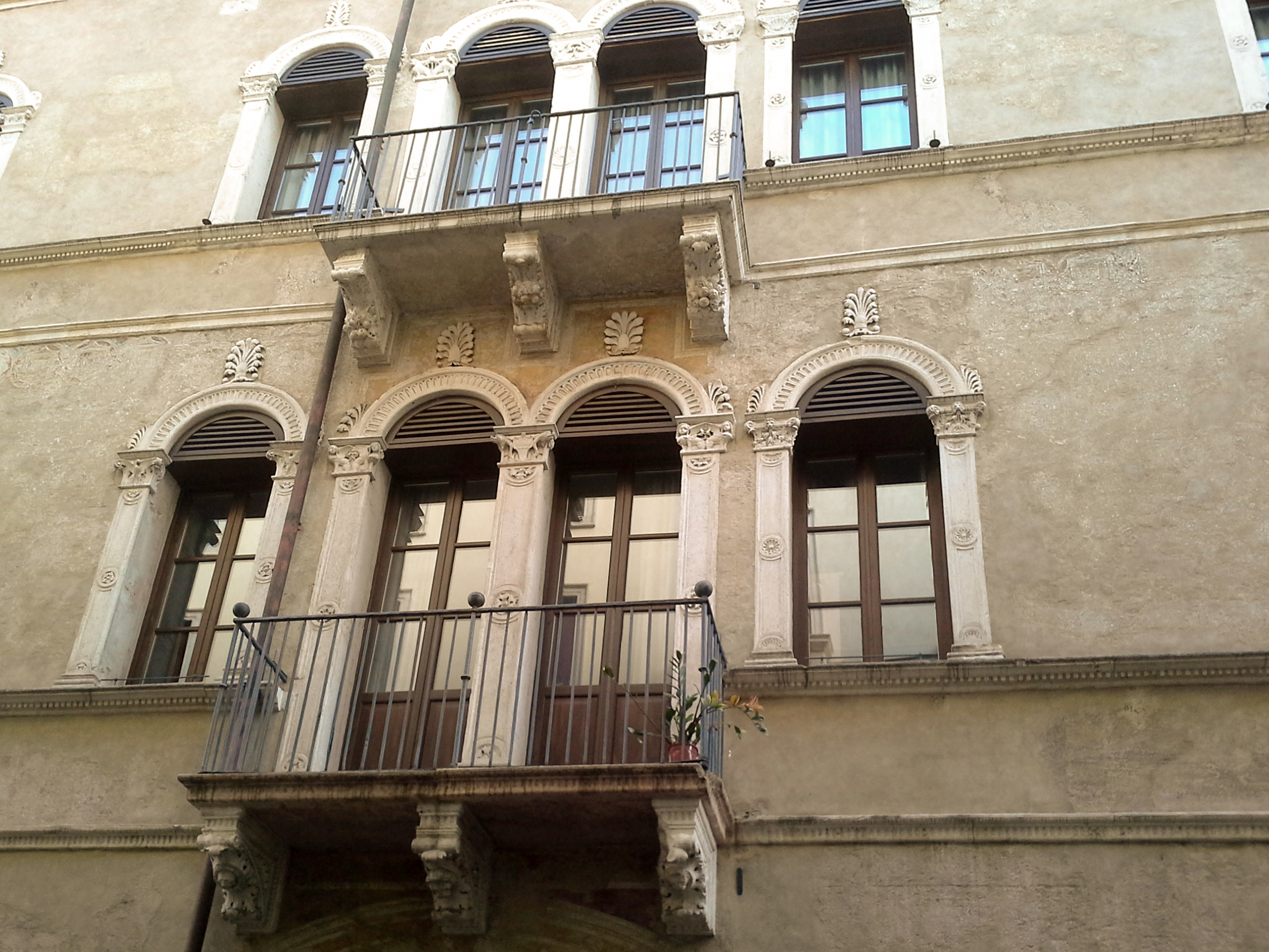
Facciata
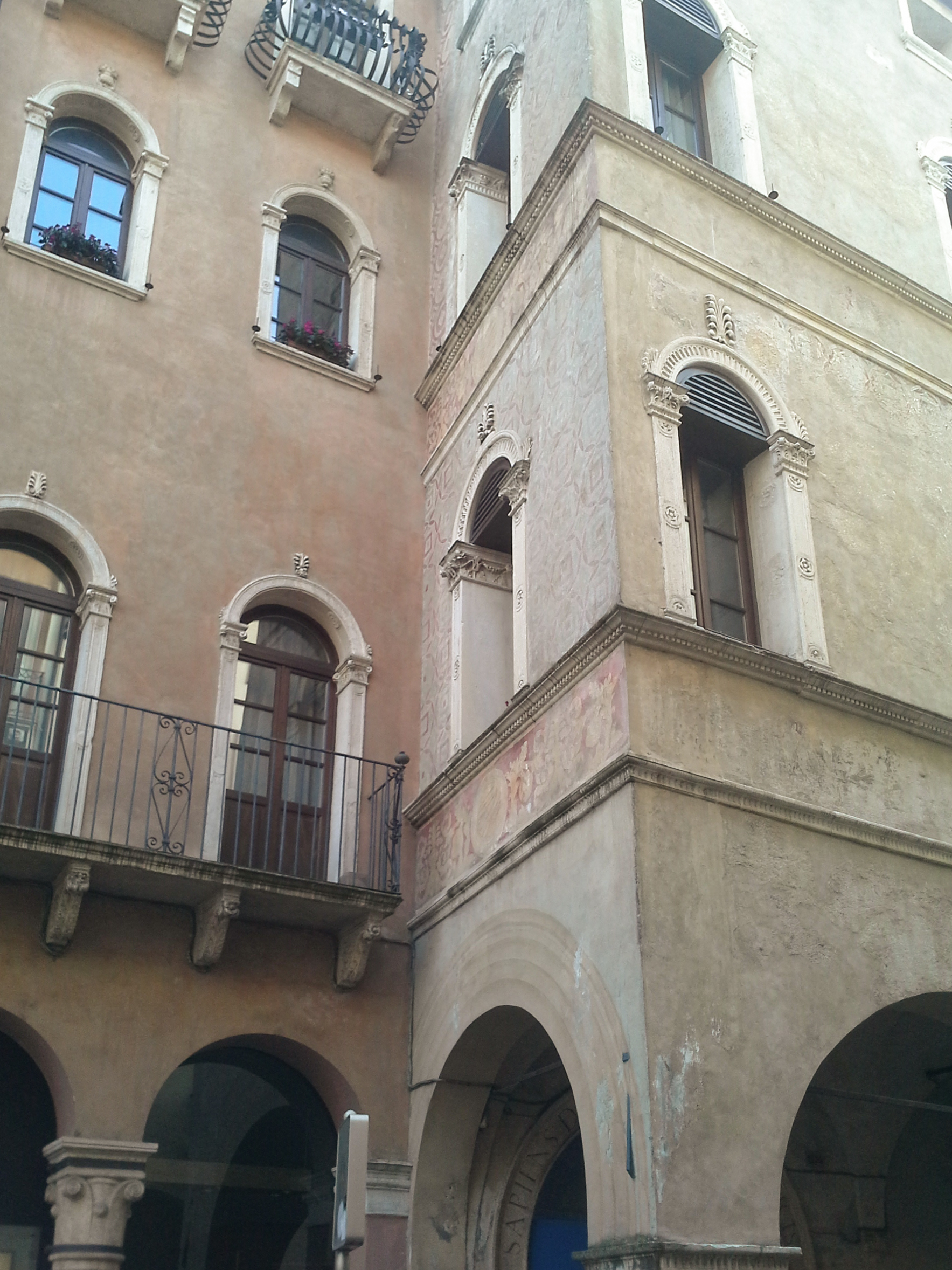
Angolo
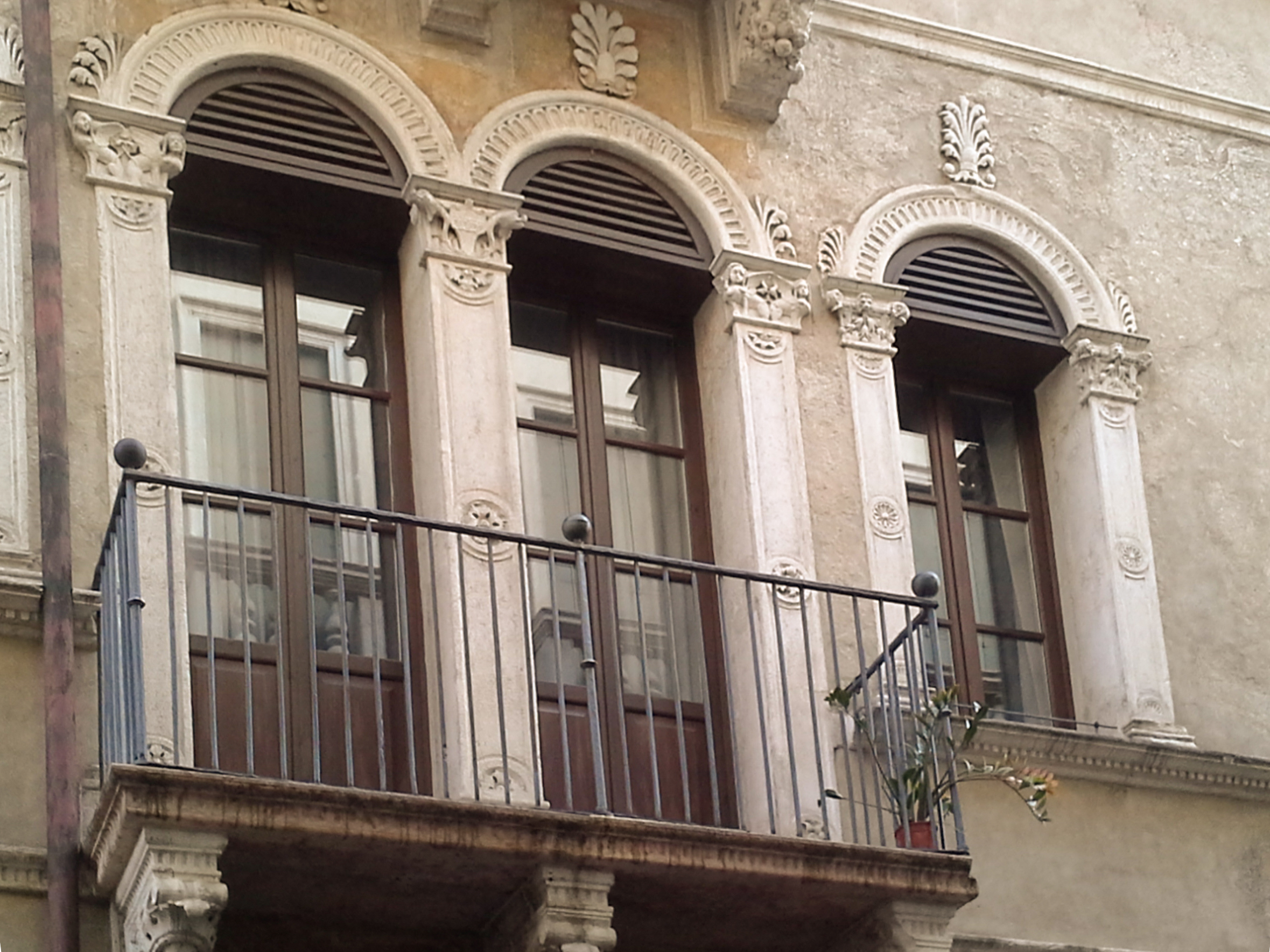
Bifora